# Troyes

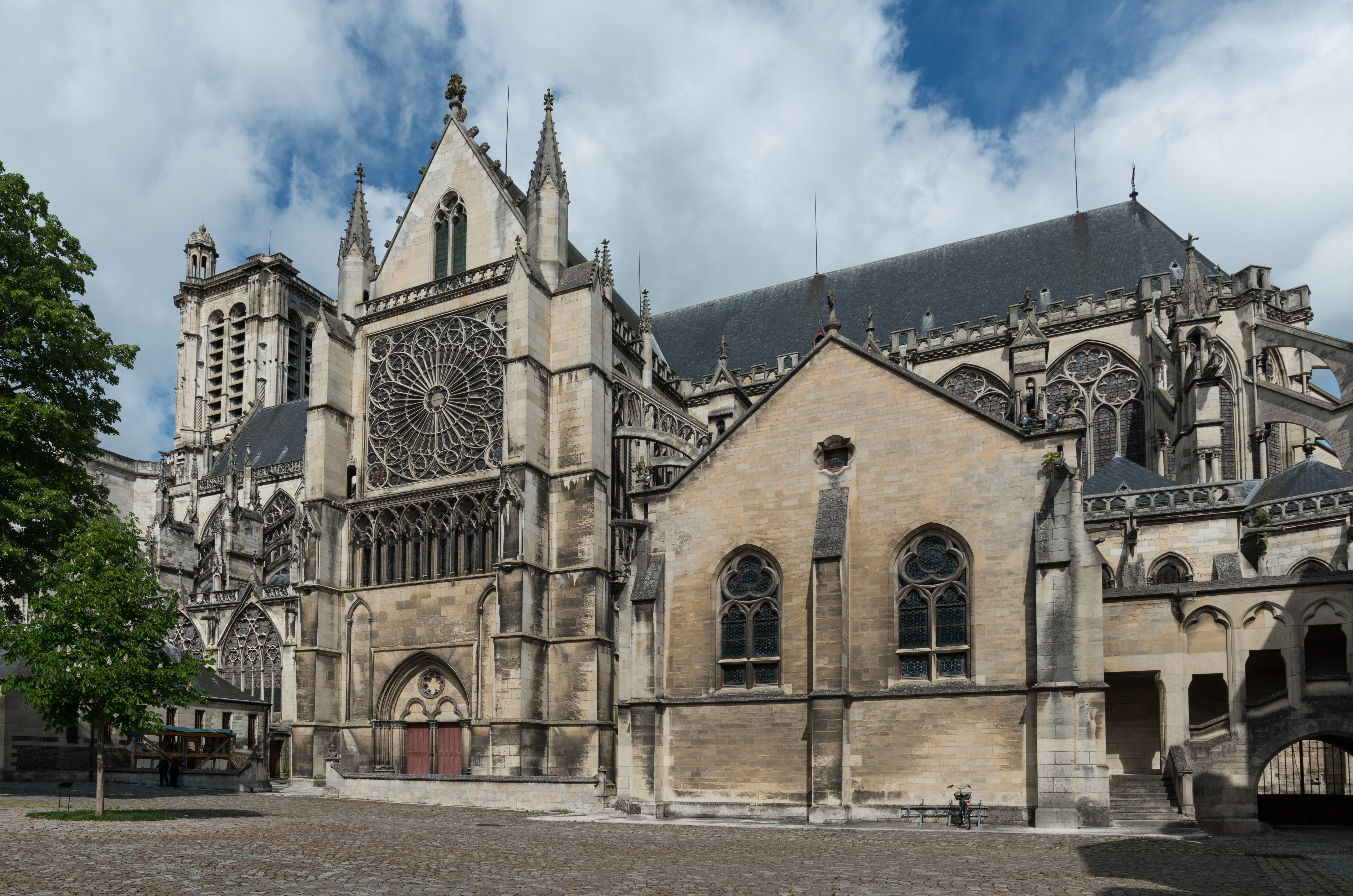
Katedrála sv. Petra a Pavla od jihu

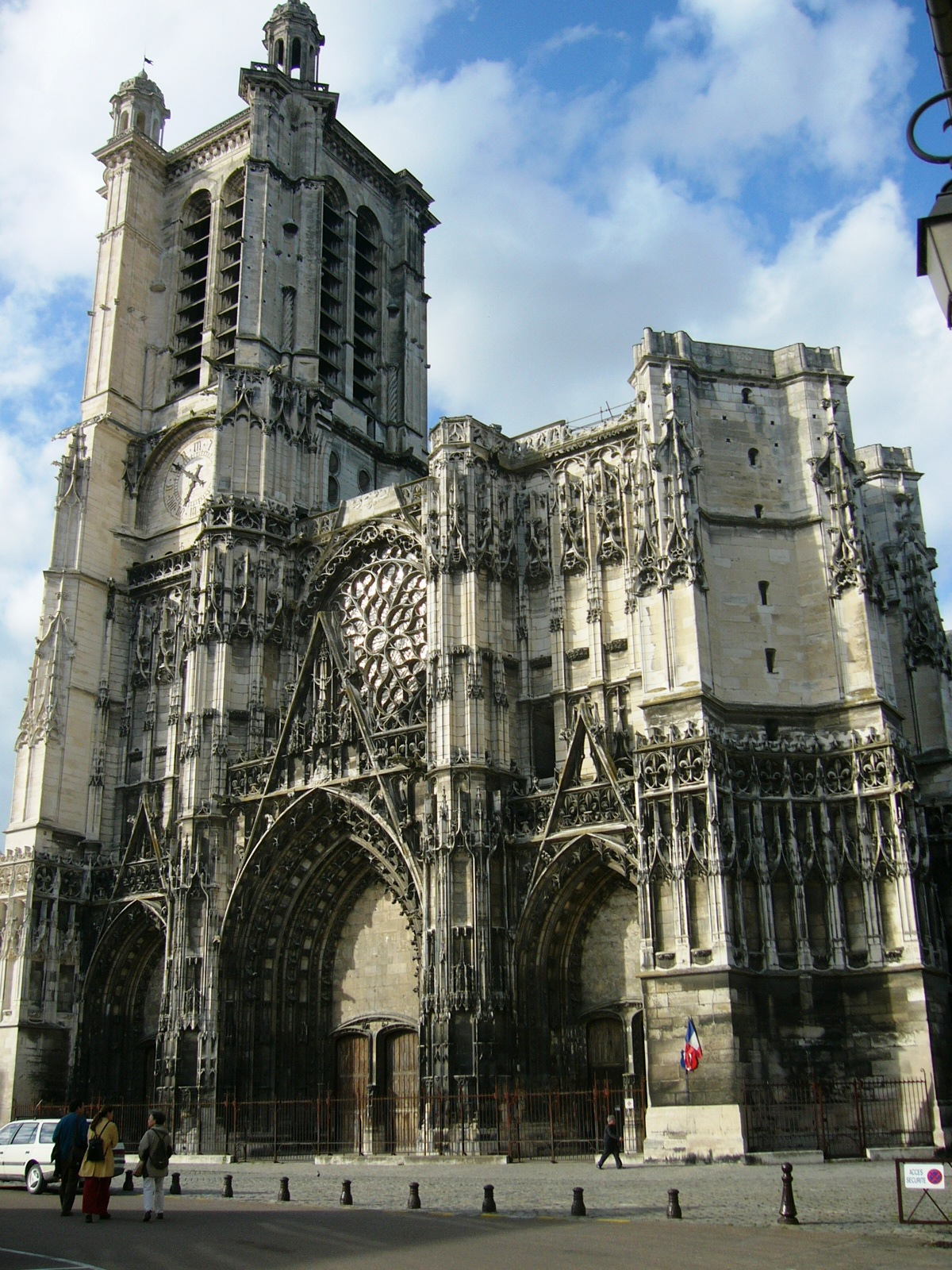
Katedrála, západní průčelí

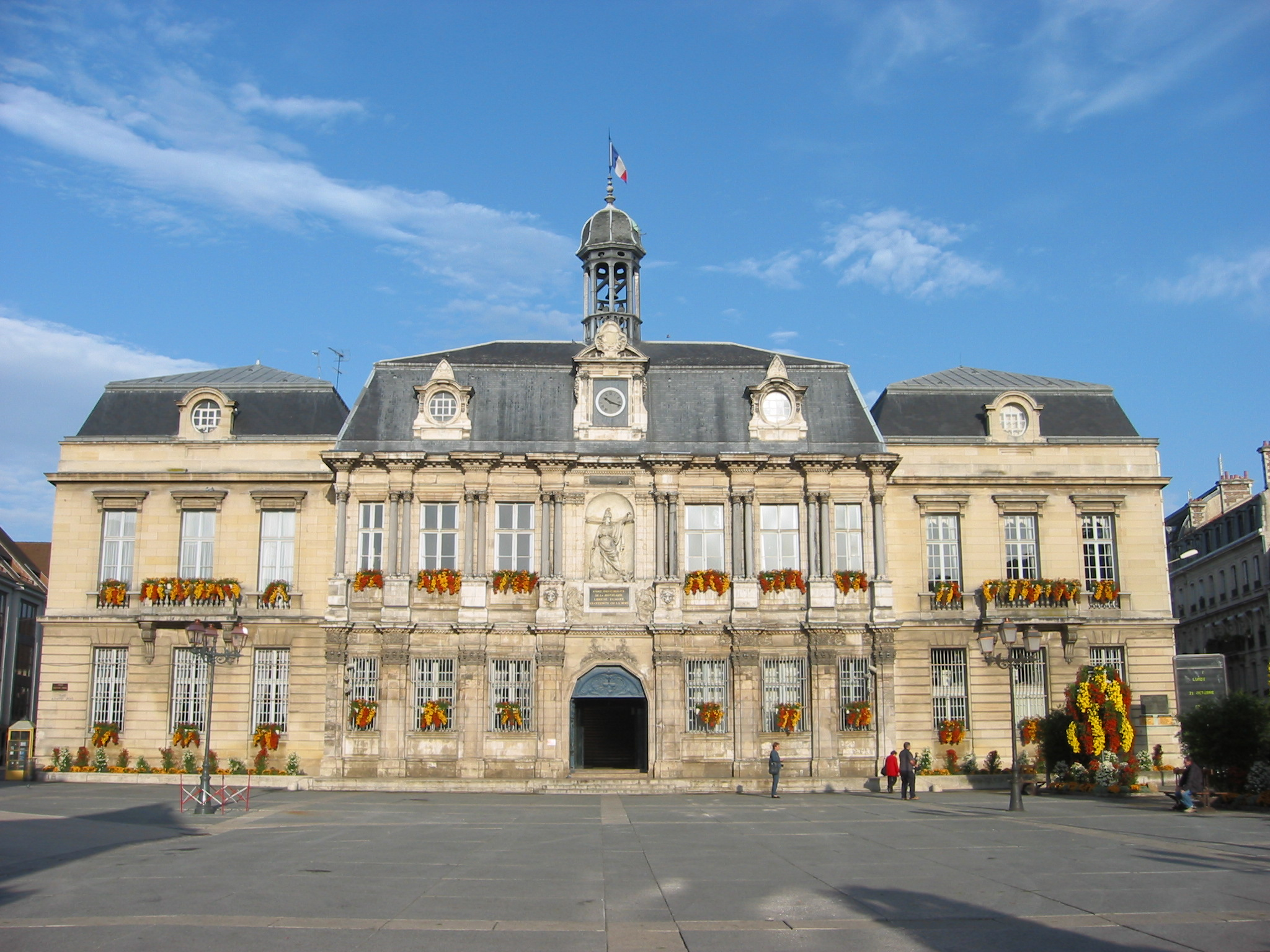
Radnice

Troyes [trua] je francouzské město ležící asi 150 kilometrů jihovýchodně od Paříže na řece Seině, v départementu Aube a v regionu Grand Est. Seina městem protéká rozdělena na několik říčních ramen. Město s bohatou historií a památkami je oblíbeným cílem turistů a sídlem technické univerzity a vysoké školy obchodní.

## Historie
Hlavní město keltského kmene Tricassiů nazvali Římané Augustobona Tricassium. Od 4. století je sídlem biskupa. Poblíž Troyes byl roku 451 poražen hunský král Attila římským vojskem vedeným Aetiem v bitvě na Katalaunských polích. V září roku 877 zde papež Jan VIII. během církevního koncilu korunoval Ludvíka II. západofranským králem. V 11. století zde působil Raši, jeden z nejvýznamnějších židovských učenců, komentátor Bible a Talmudu. O sto let později zde žil básník Chrétien de Troyes, autor pověsti o hledání svatého grálu. Ve středověku bylo město sídlem knížectví, později bylo připojeno k francouzskému království. Velký rozkvět řemesel a obchodu i celého města se datuje od poloviny 12. století až do konce středověku. Bylo rezidenčním sídlem královské rodiny. V roce 1420 se zde anglický král Jindřich V. Plantagenet oženil s princeznou Kateřinou z Valois.
Během 16. století se obchod přesunul na moře a ekonomika města se musela přeorientovat na textilní výrobu. Stále prosperovalo zlatnictví, kovolitectví a vinařství s produkcí šampaňského vína. Roku 1524 velká část města shořela, takže většina domů musela být přestavěna. Významná část měšťanů se přiklonila k reformaci, a když museli roku 1685 Francii opustit, město podstatně zchudlo.
Od roku 80 př. n. l. až do roku 1773 se zde razily mince. Podle hmotnostní jednotky užívané ve středověku na zdejších trzích se jmenuje dodnes používaná jednotka hmotnosti trojská unce.

## Významné stavby
- Renesanční radnice z let 1624–1672 s velkým zasedacím sálem zachovala na průčelí heslo Francouzské revoluce v původním znění: „Jednota a nedělitelnost republiky – volnost, rovnost, bratrství anebo smrt.“
- Četné hrázděné domy a paláce ze 16.–18. století v historickém jádru města, zejména Rue Émile Zola
  - Dům u Černého lva (Lion Noir) s renesanční fasádou a unikátním dřevěným šnekovým schodištěm ve dvoře.
  - Palác Marissy ze 16. století v Rue Charbonnet 9.
  - Palác Mauroy, R. Trinité 7, z doby kolem 1550. Patrová hrázděná stavba s věžičkou ve dvoře.
  - Nemocnice Dieu-le-Comte, založená ve 12. století s klášterem augustiniánek, které zde ošetřovaly nemocné až do roku 1793. Uvnitř je muzeum vitráží a
  - Apothicairerie de l’Hôtel Dieu-le-Comte, muzeum lékárnictví z 18. století.
  - Palác Vauluisant se dvěma věžičkami v ulici téhož jména, muzeum kloboučnictví.
  - Palác Chapelaines z roku 1535 s renesančními balustrádami.
  - Palác Mojžíšův z roku 1533, s režným zdivem z vrstev kamene a cihel.
  - Dauphinův dům - hrázděná renesanční stavba, po roce 1524 přestavěné sídlo korunního prince
  - Hotel de l’élection, hrázděná stavba v rue de la Monnaie
  - Malý Louvre, Montée de St. Pierre 2, opevněné městské sídlo s dvorem ze 13. století, přestavěné kolem 1550.
- Muzeum moderního umění v bývalém biskupském paláci u katedrály

- Katedrála sv. Petra a Pavla ze 13.-16. století na místě staršího kostela. Pětilodní katedrála s nevýraznou příčnou lodí a věncem kaplí a dvěma věžemi v průčelí (jižní věž není dokončena). Délka je 114 m, výška klenby 29,5 m. V oknech je přes 1 500 m² vitráží z téže doby; má významný poklad.
- Baziliku sv. Urbana založil ve 13. století Jacques Pantaléon, pozdější papež Urban IV. ve stylu vrcholné gotiky. Vyniká velkou plochou oken s pozdně středověkými vitrážemi.
- Kostel St. Nizier, pozdně gotická trojlodní stavba s věží ze 16. století. V oknech jsou dobře zachované dobové vitráže, střecha je pokryta barevnými taškami.
- Pozdně gotický kostel Sainte Madeleine, Rue Madeleine, se zachovaným a bohatě zdobeným kamenným lettnerem, s vitrážemi a zahrádkou okolo.
- Pozdně gotický kostel sv. Mikuláše s renesančním portálem, sochami a vitrážemi ze 16. století.
- Gotický kostel sv. Jana ze 14.–16. století s vitrážemi
- Synagoga, hrázděná budova ze 16. století na místě starší budovy, kde působil slavný Raši.

## Osobnosti města
- Patroklus z Troyes (kolem † 259), světec a mučedník za císaře Aureliana
- Sabinián z Troyes (kolem † 275), světec a mučedník za císaře Aureliana
- Raši (1040–1105), rabín a učenec, nejslavnější středověký komentátor Bible a Talmudu
- Hugues de Payens (1070–1136), rytíř, zakladatel templářského řádu
- Petr Comestor (asi 1100 – asi 1180), středověký katolický teolog a exegeta
- Chrétien de Troyes (asi 1130 – asi 1183), středověký básník
- Urban IV. (asi 1195 – 1264), papež
- Pierre Mignard (1612–1695), barokní malíř
- François Girardon (1628–1715), barokní sochař
- Édouard Herriot (1872–1957), třikrát premiér Francie za socialistickou stranu
- Jean Tirole (* 1953), nositel Nobelovy ceny za ekonomii

## Galerie

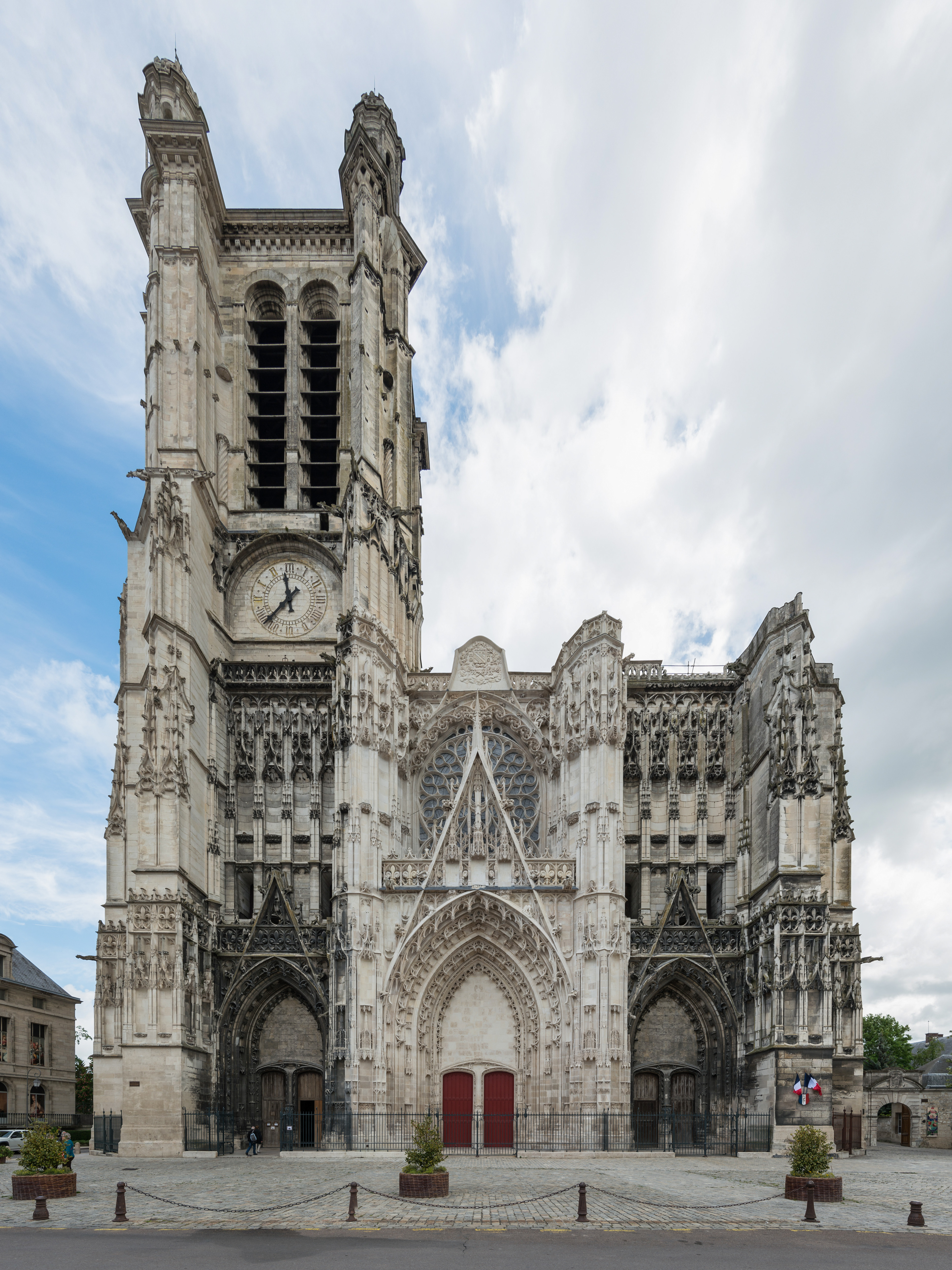
Západní průčelí
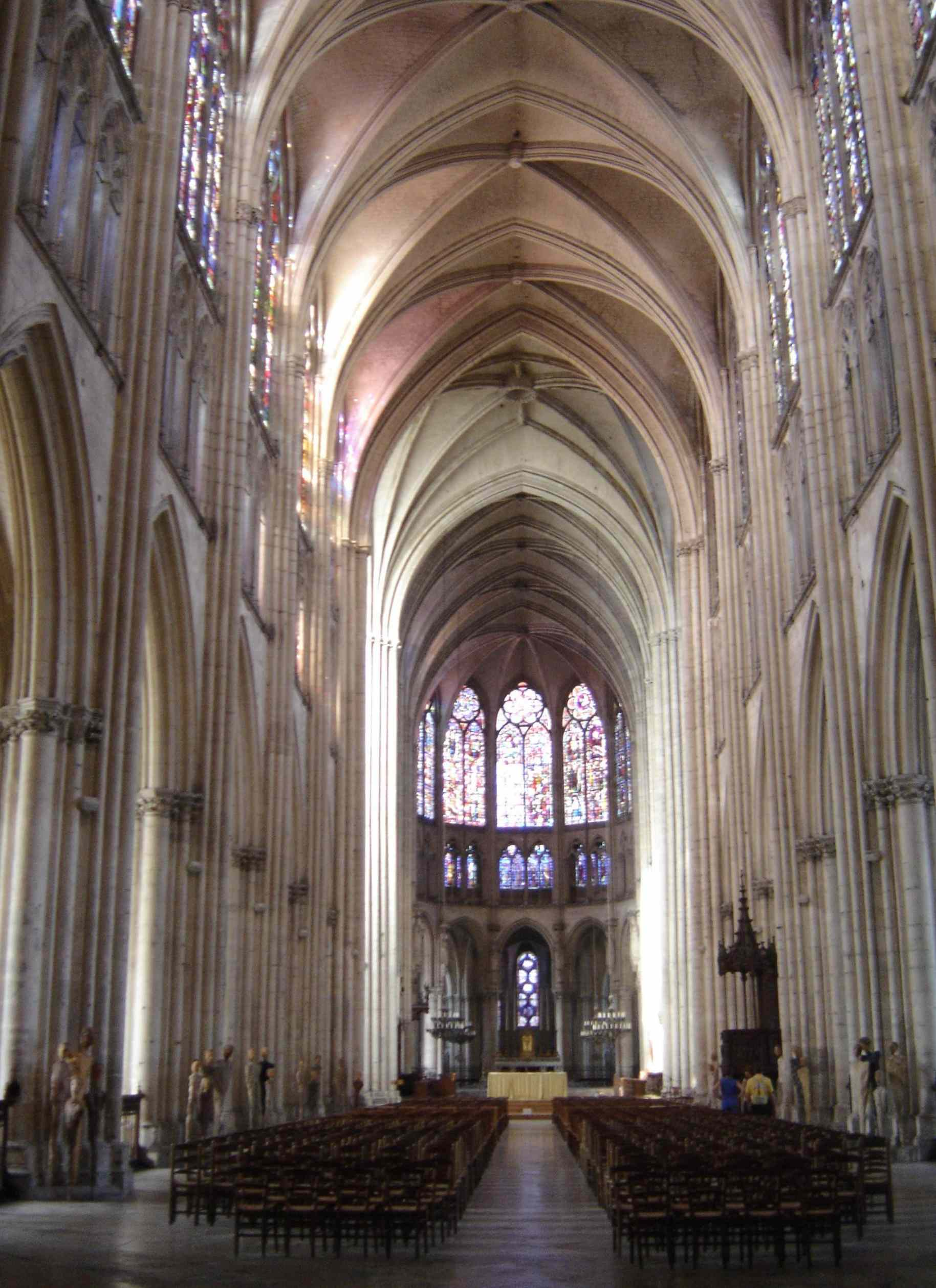
Katedrála, vnitřek
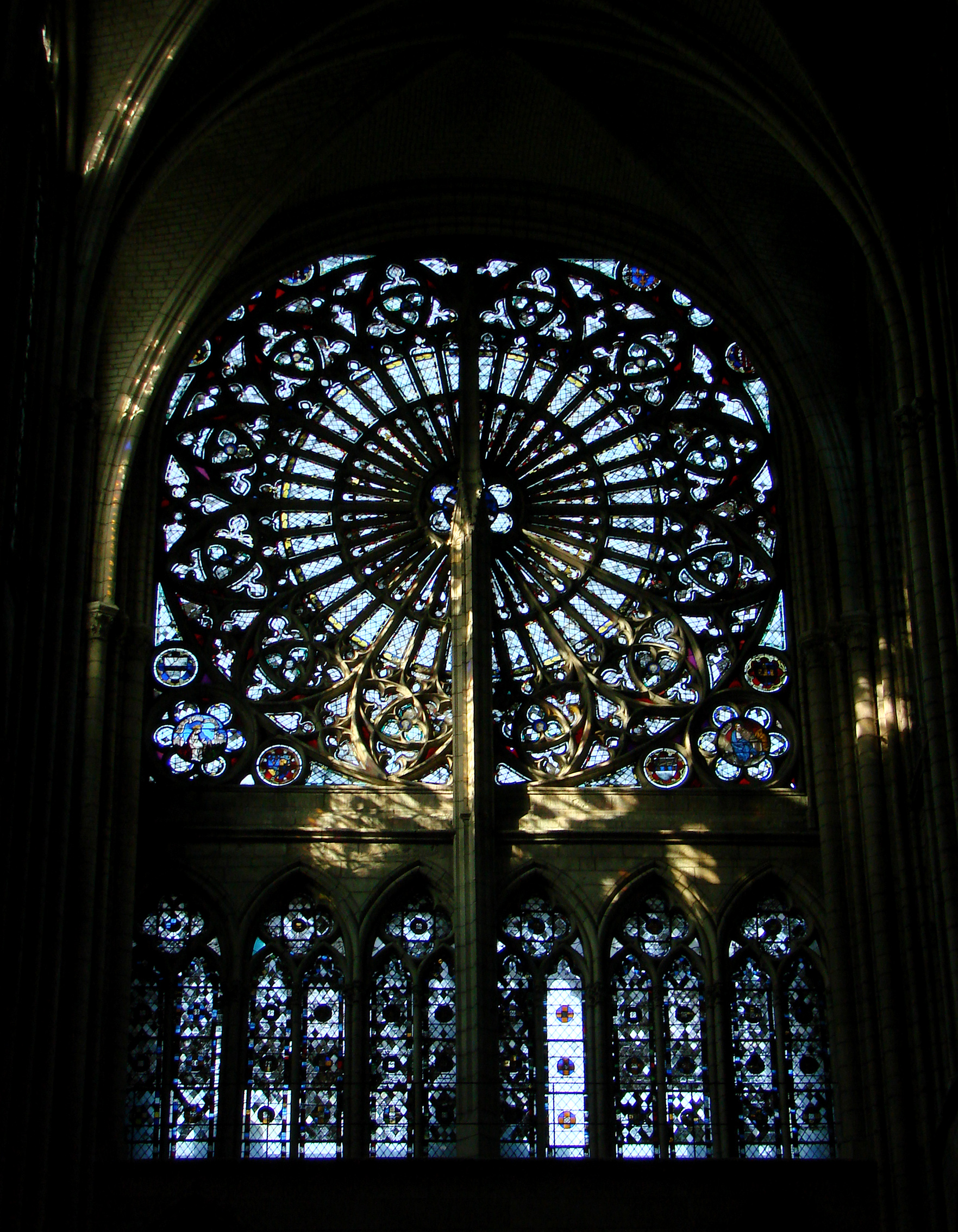
Katedrála, severní růžice
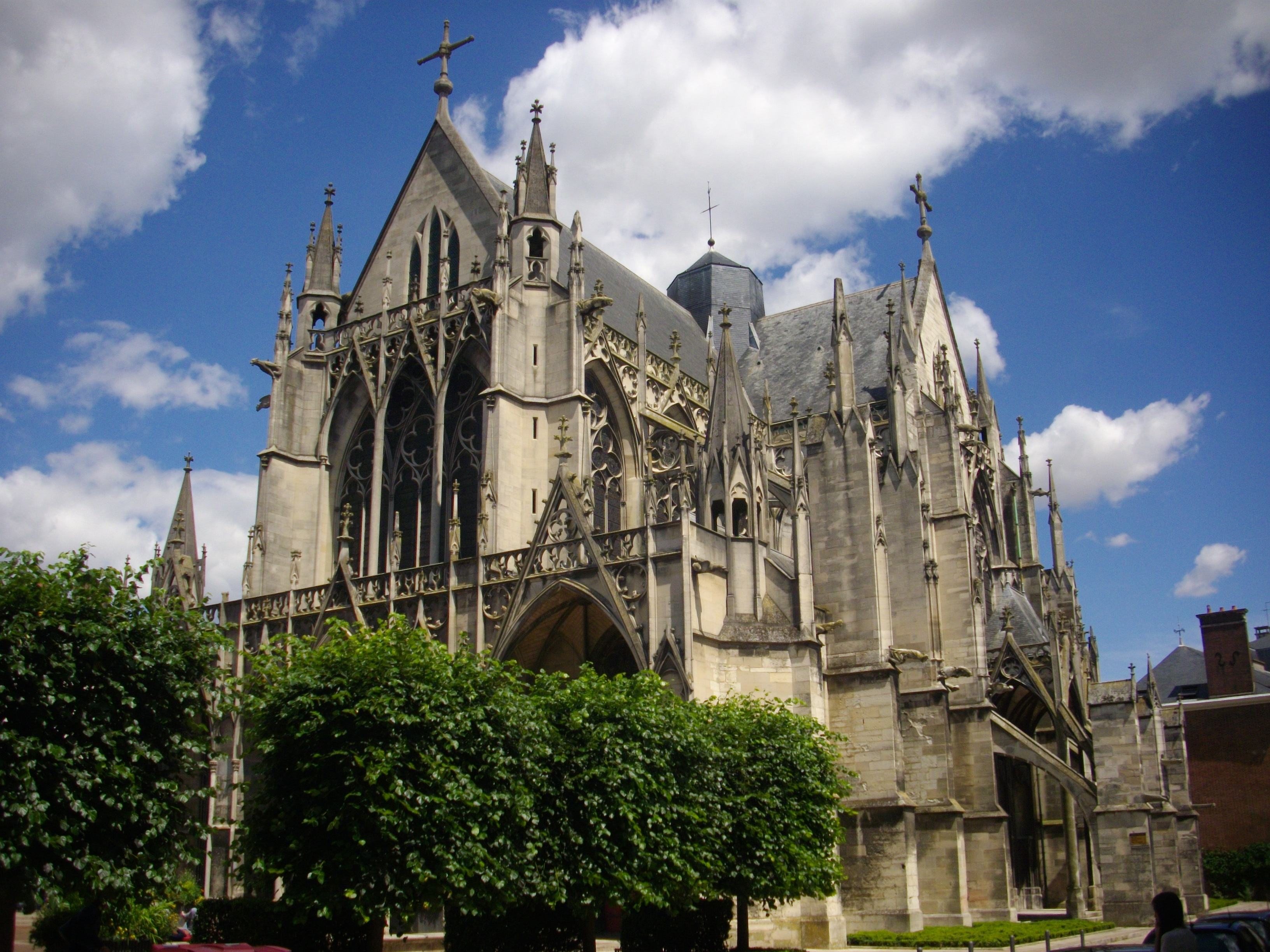
Basilika sv. Urbana
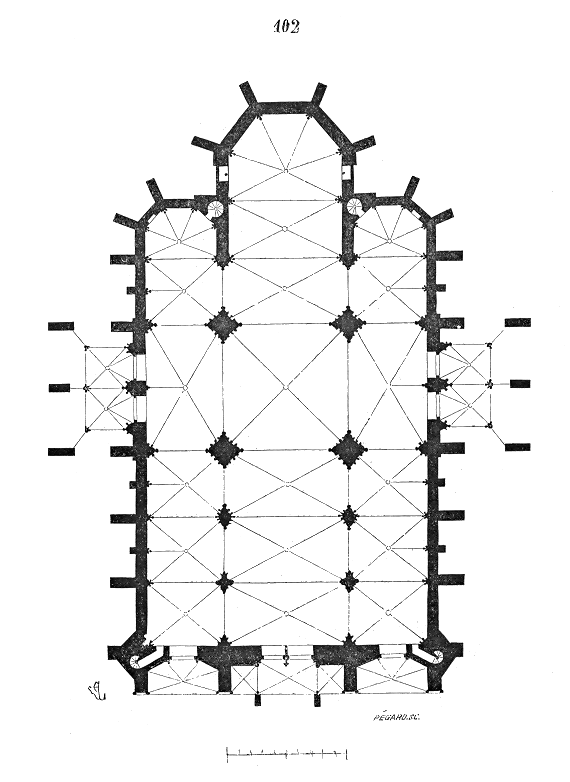
Basilika sv. Urbana – plán
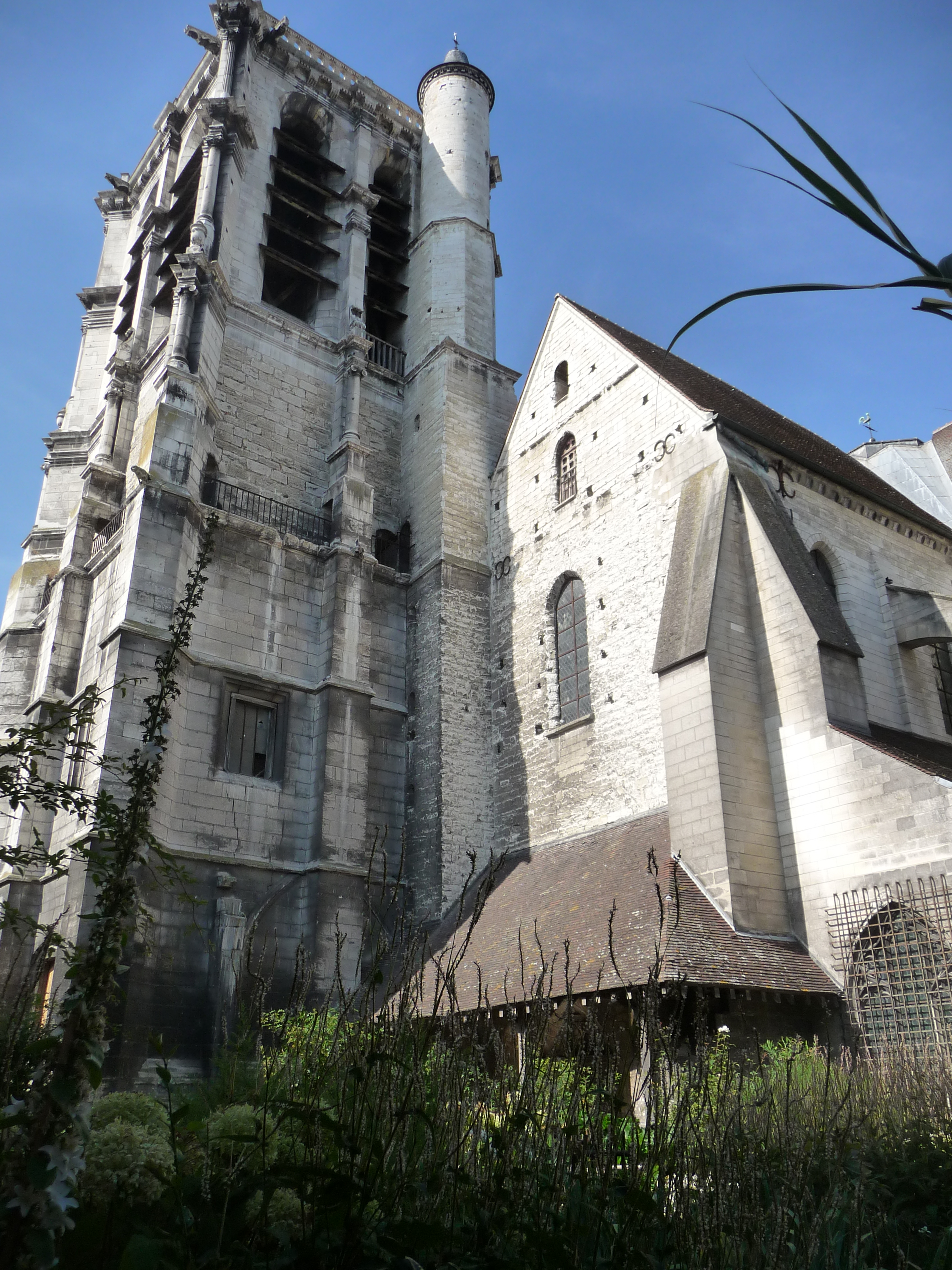
Kostel sv. Magdaleny a zahrádka
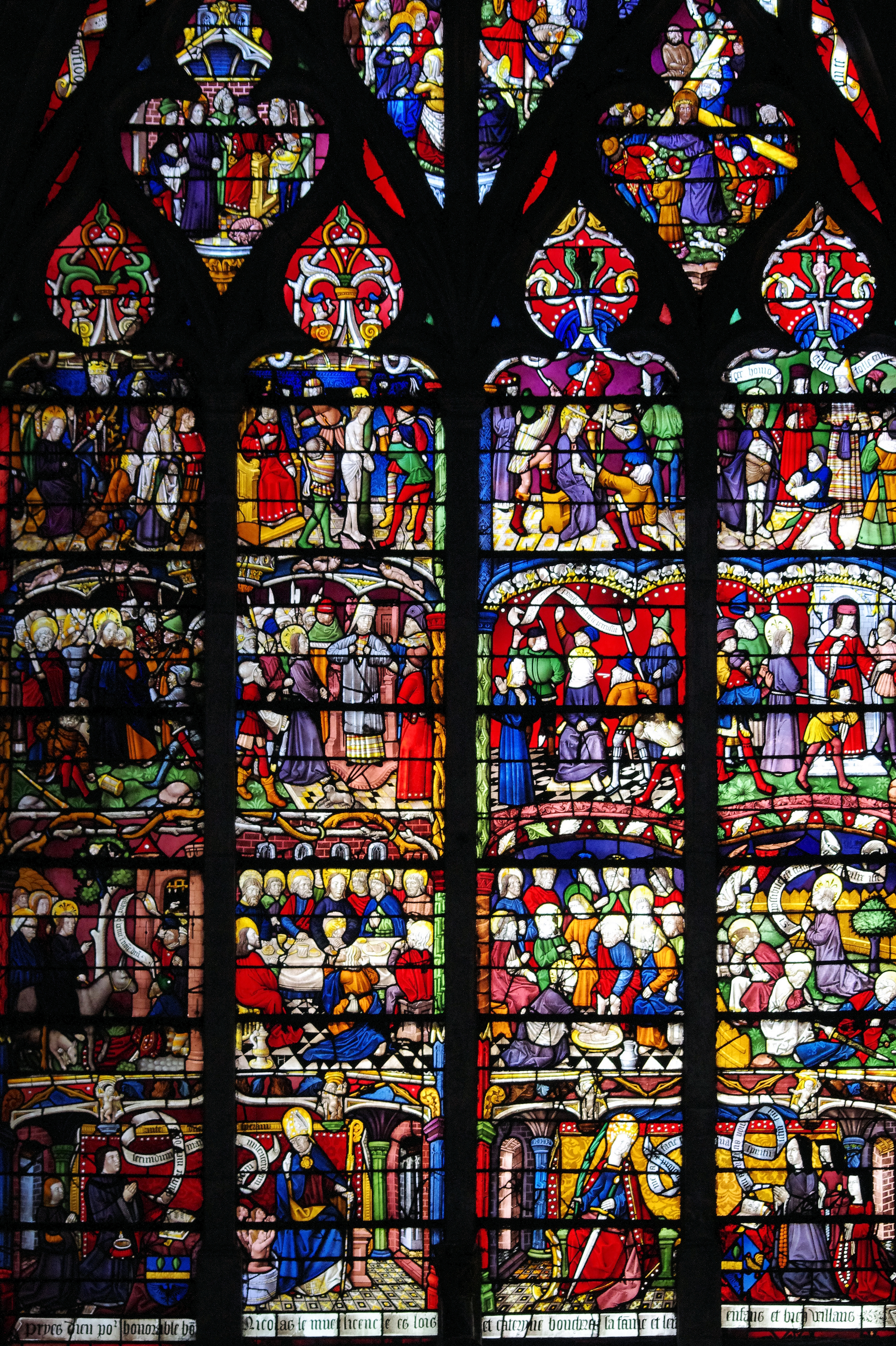
Sv. Magdalena, vitráž
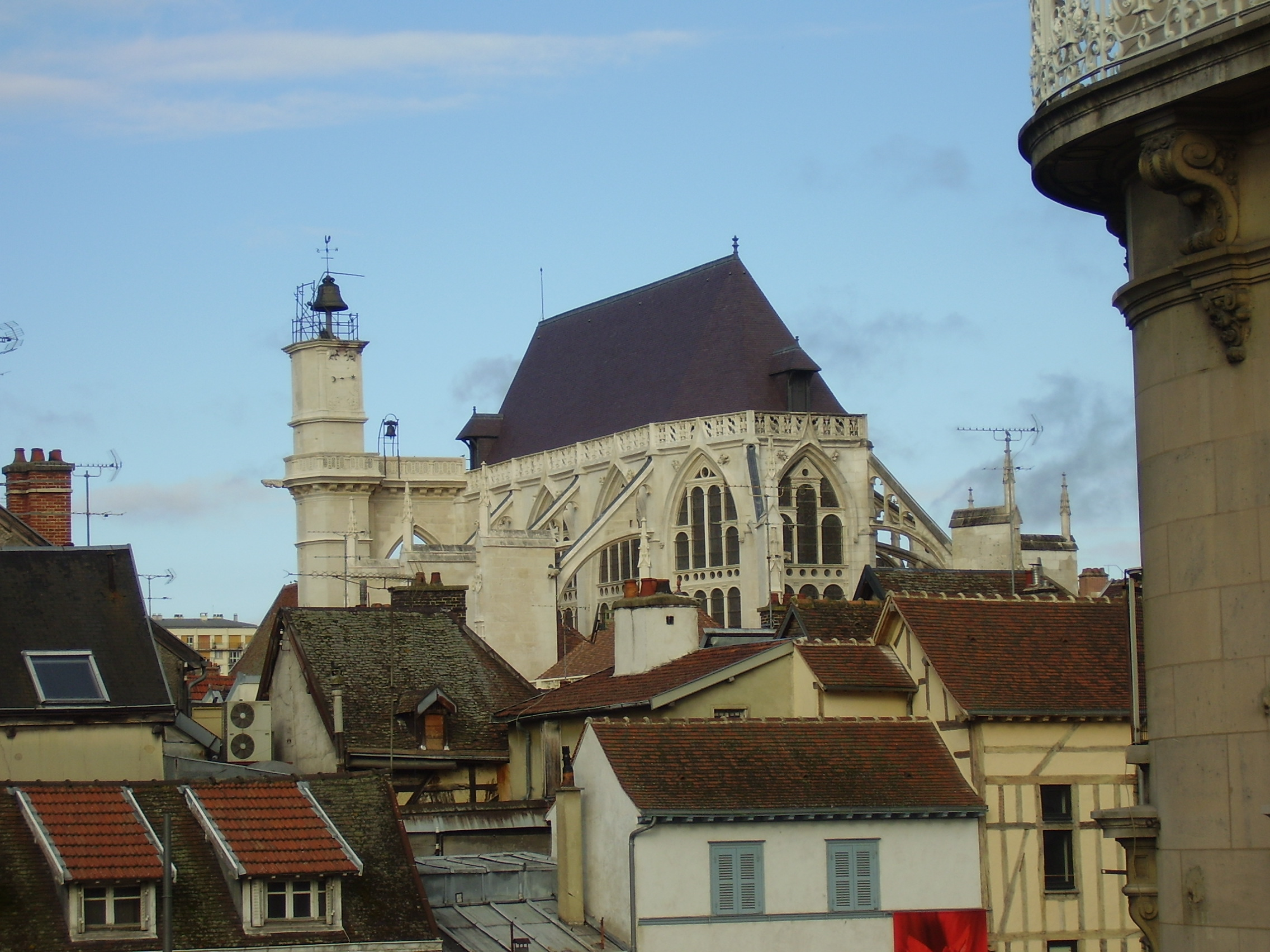
Kostel sv. Jana
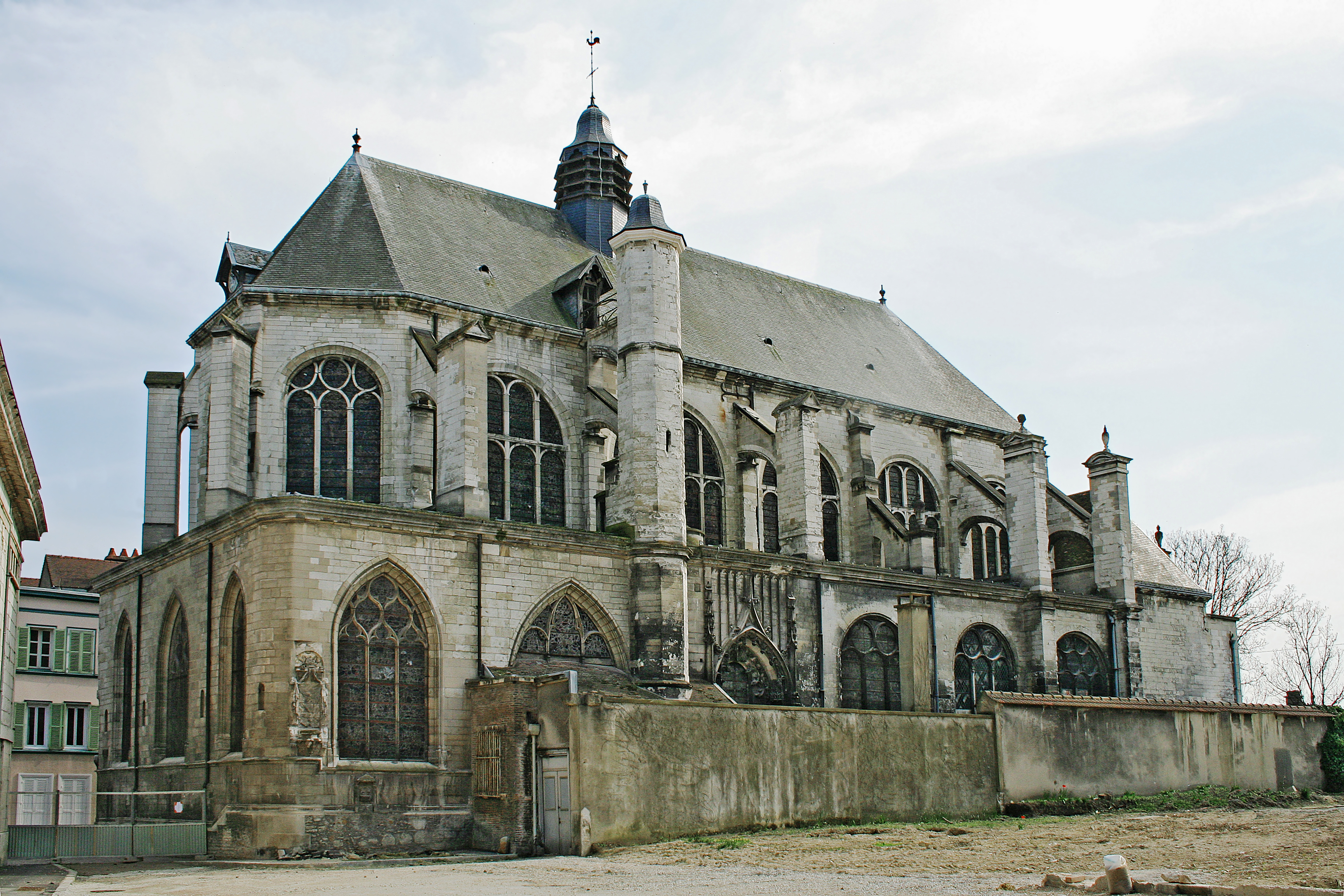
Kostel sv. Mikoláše
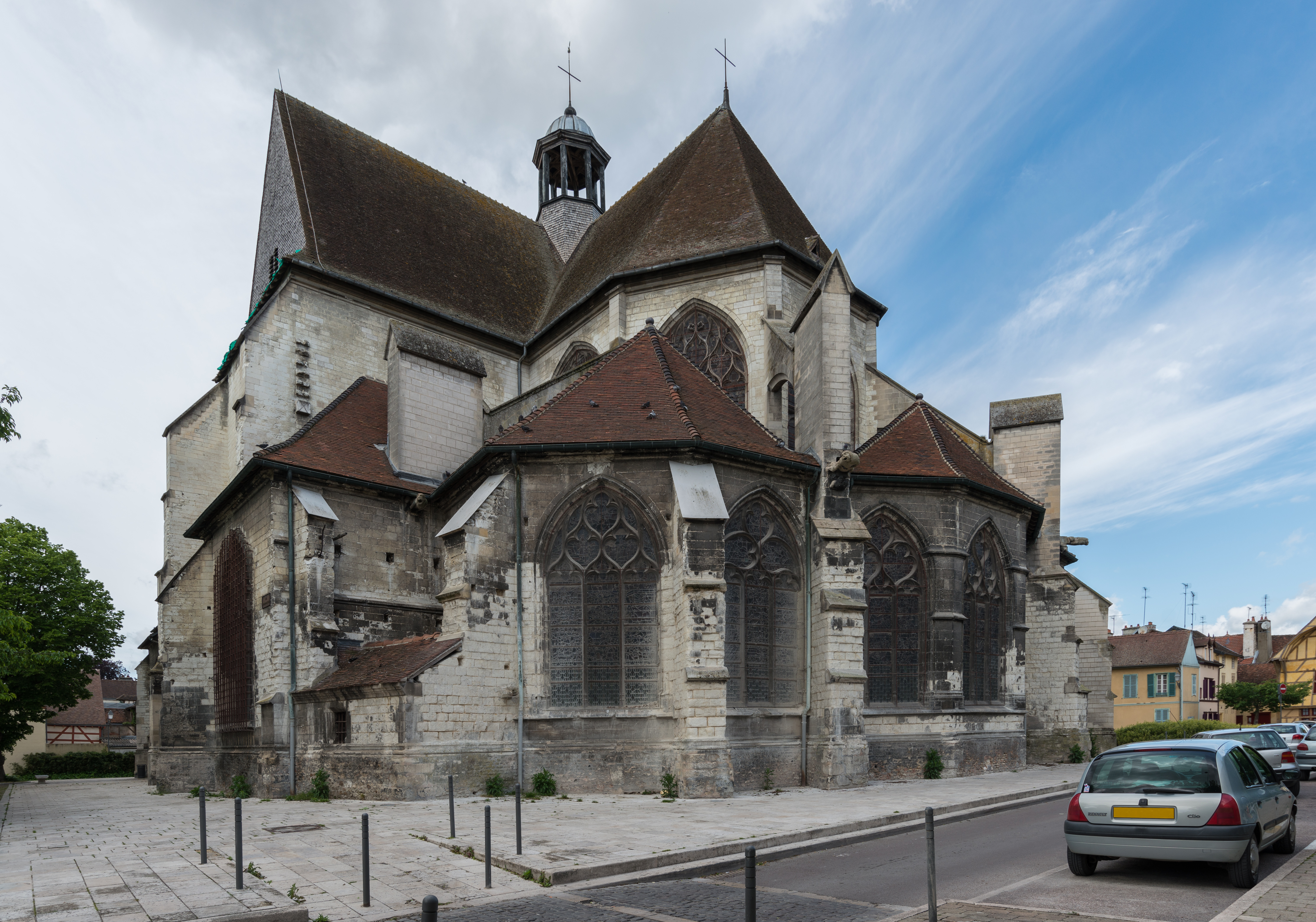
Kostel st. Nizier od východu
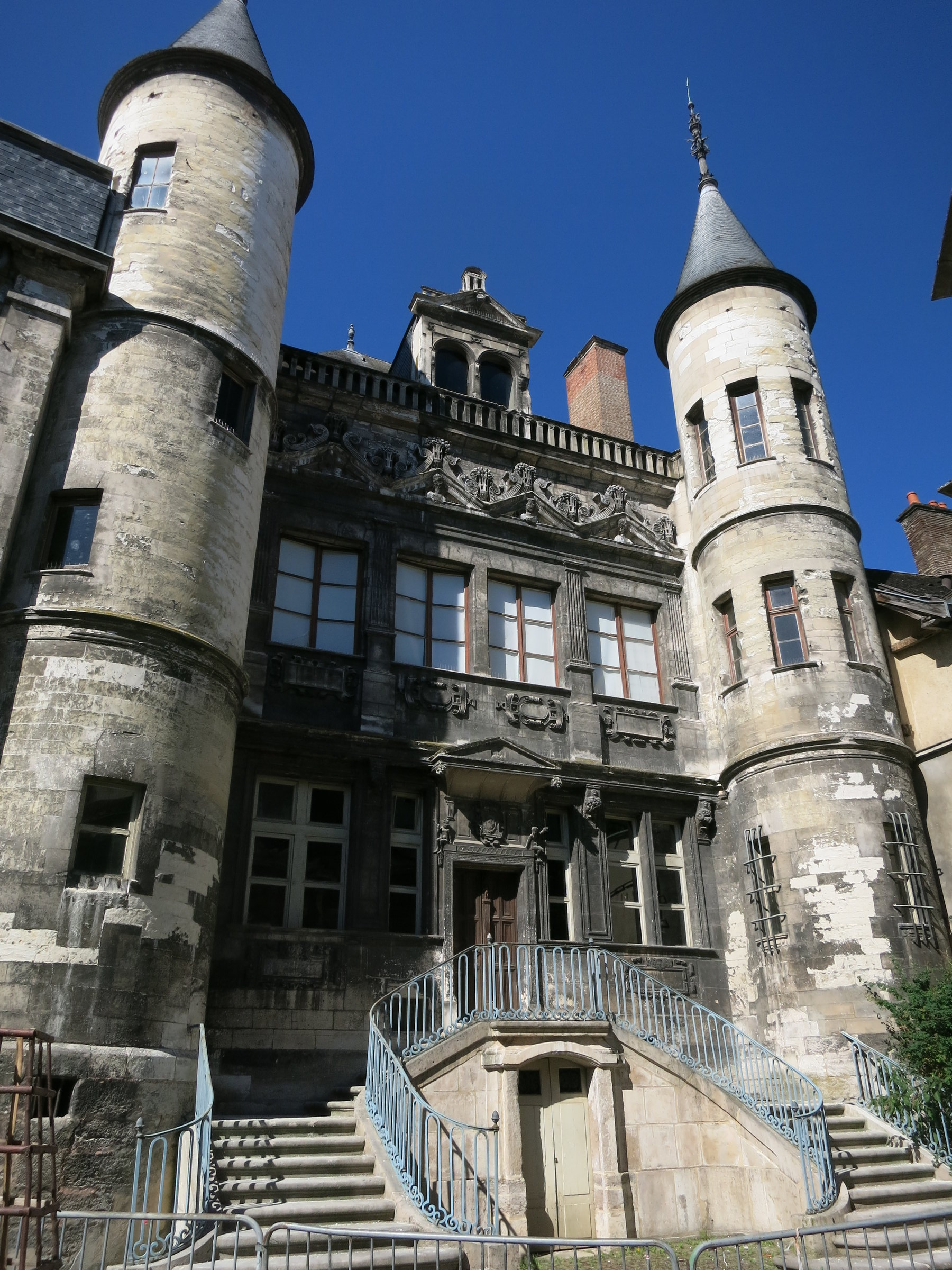
Muzeum Vauluisant
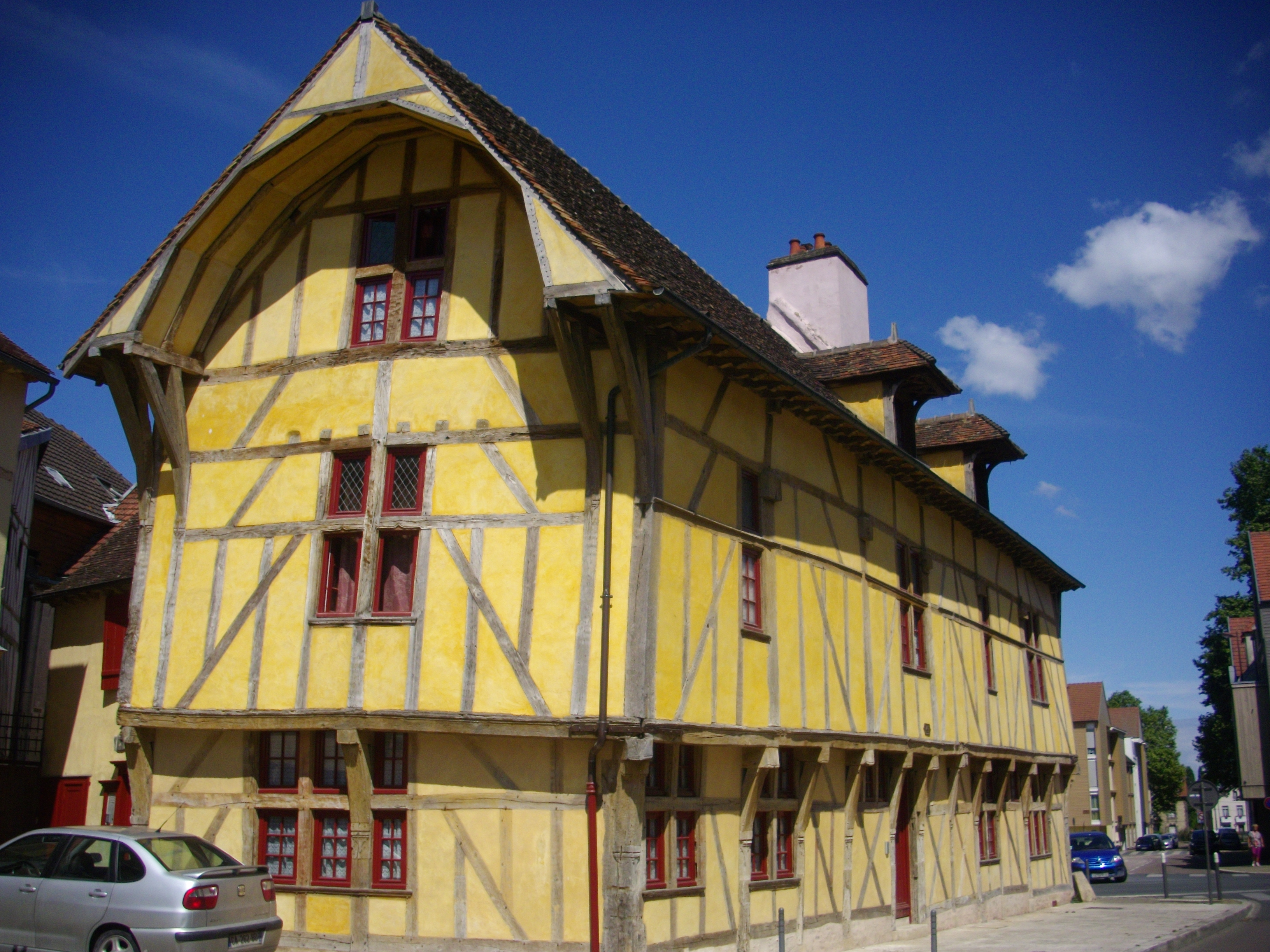
Dauphinův dům
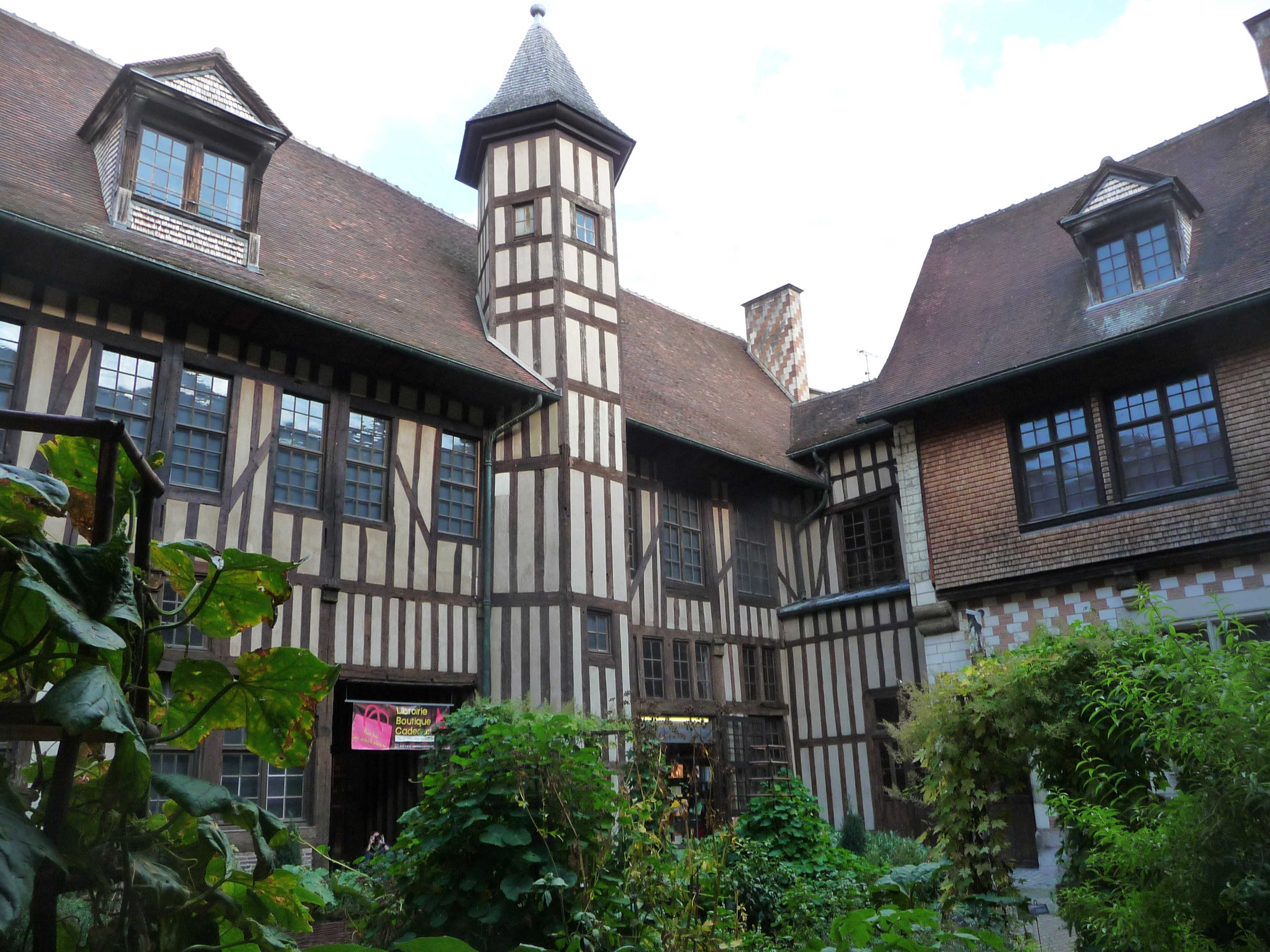
Palác Mauroy
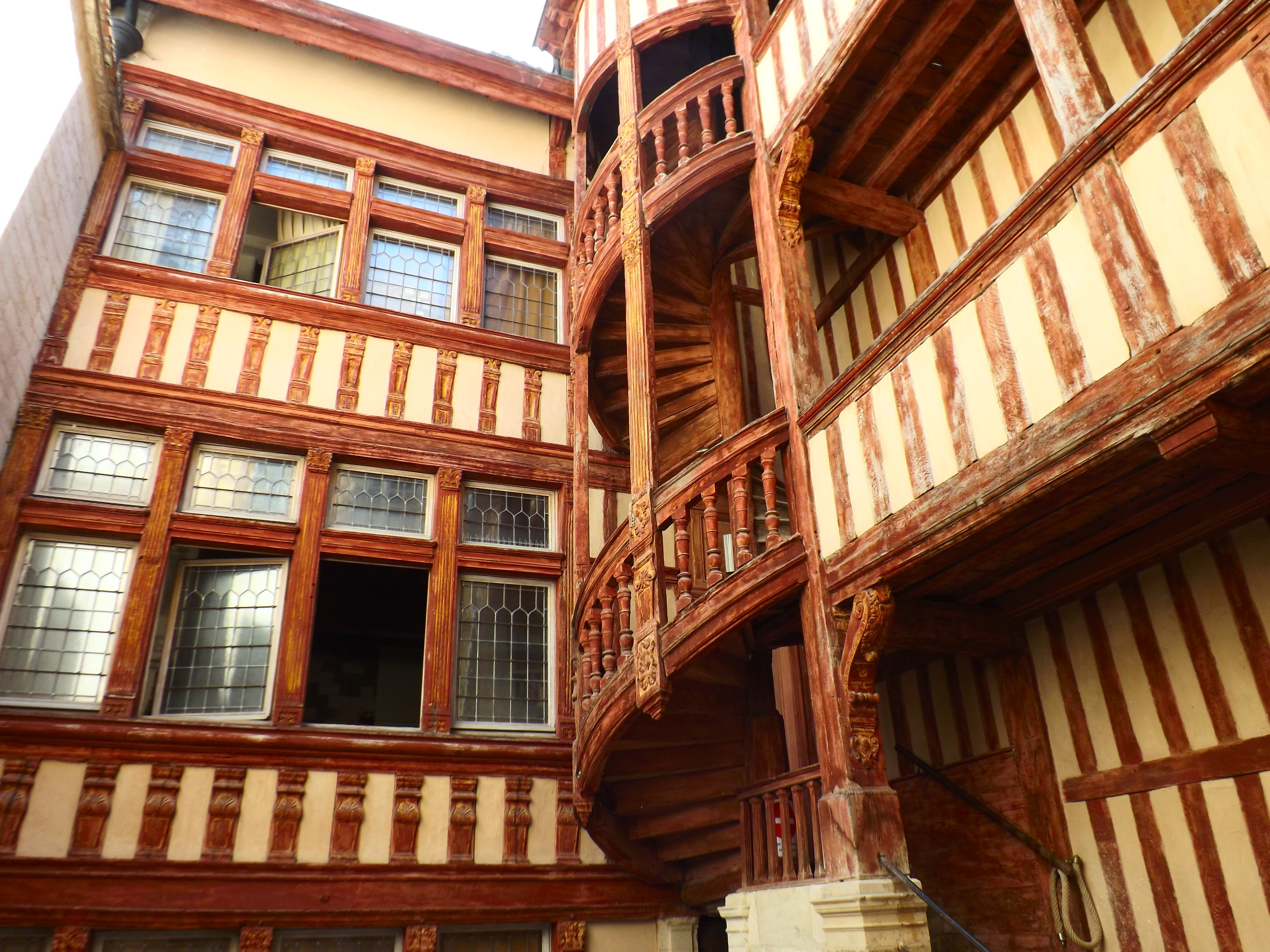
Černý lev, schodiště
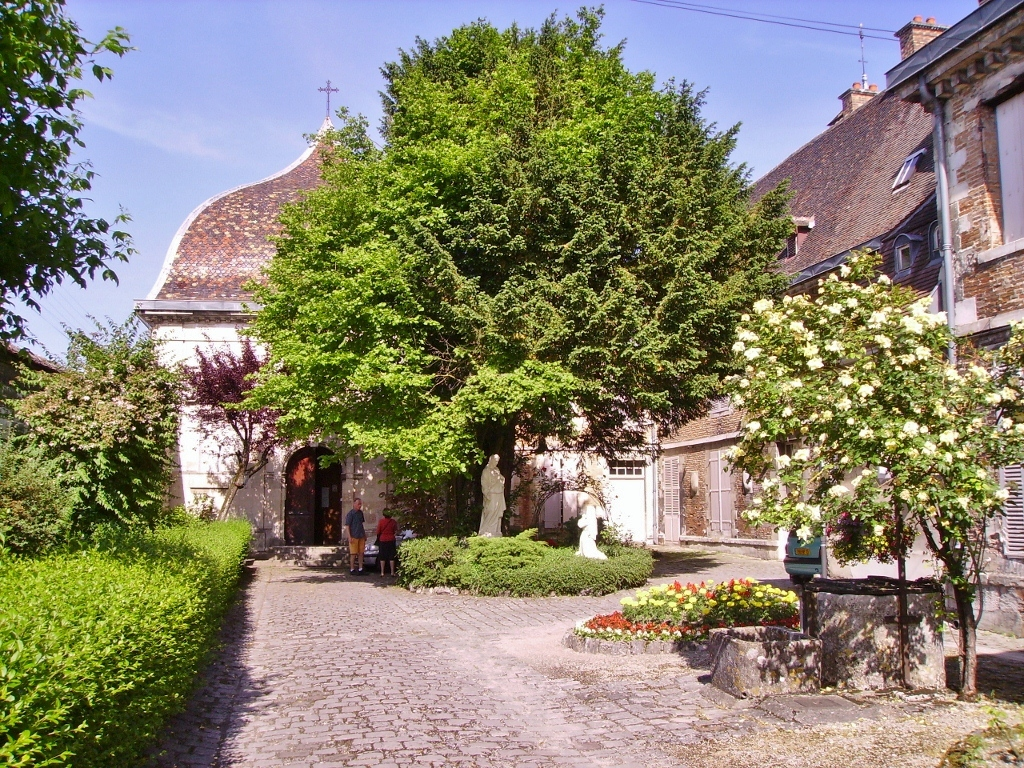
Bývalý klášter Navštívení
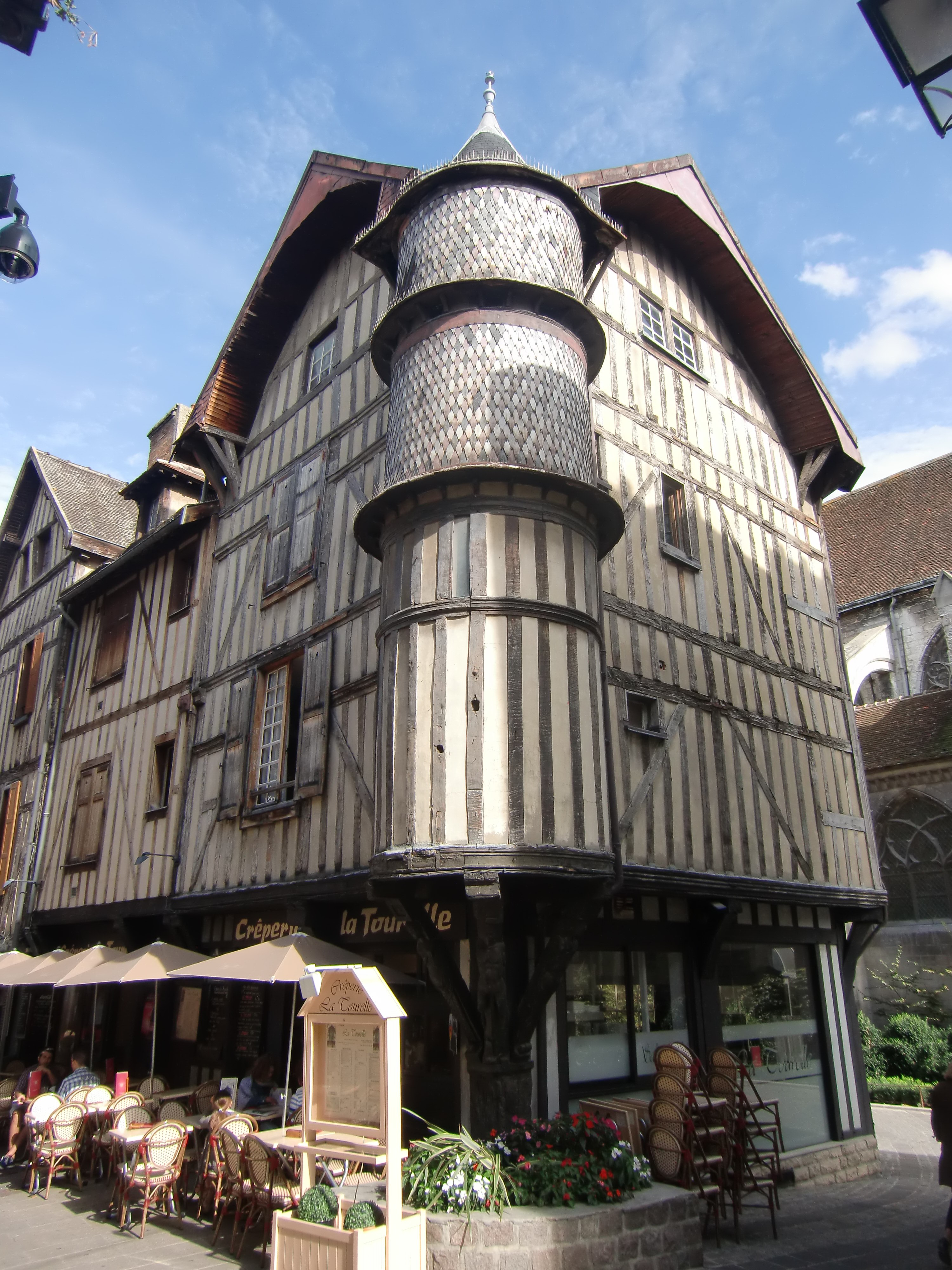
Zlatníkův dům

## Partnerská města
- Alkmaar, Holandsko
- Darmstadt, Německo
- Chesterfield, Velká Británie
- Tournai, Belgie
- Zelená Hora, Polsko